# Oh, Sailor, Behave!
Oh, Sailor, Behave!, também conhecido como Oh Sailor Behave e Oh! Sailor, Behave!, é um filme pre-Code estadunidense de 1930, do gênero comédia musical, dirigido por Archie Mayo, e estrelado por Irene Delroy e Charles King. Foi produzido e distribuído pela Warner Bros., e baseado na peça teatral "See Naples and Die" (1930), de Elmer Rice.
O filme foi originalmente planejado para ser inteiramente em Technicolor, e foi anunciado como tal em revistas especializadas em filmes. Devido à reação pública contra musicais na época, a produção foi lançada apenas em preto e branco.

## Sinopse
Um repórter de jornal estadunidense chamado Charlie Carroll (Charles King) é enviado para Veneza para tentar entrevistar um general romeno (Noah Beery). Enquanto em Veneza, Charlie se apaixona pela jovem herdeira Nanette Dodge (Irene Delroy). Quando Charlie não consegue a entrevista com o general romeno, uma sereia local chamada Kunegundi (Vivien Oakland), que é a favorita do general, o ajuda. Enquanto isso, Nanette descobre que sua irmã está sendo chantageada pelo Príncipe Kosloff da Rússia (Lowell Sherman), a quem ela escreveu algumas cartas incriminatórias. Nanette tenta seduzir o príncipe para recuperar as cartas. O príncipe, no entanto, a engana e exige que Nanette se case com ele se quiser salvar sua irmã. Depois de ser repetidamente repreendido por Nanette, o príncipe contrata o general romeno para sequestrá-la e forçá-la a se casar. Charlie, pensando que ela fugiu, se consola passando uma noite com Kunegundi, e quase se casa com ela, até que percebe a verdade sobre Nanette e o seu sequestro pelo príncipe. Charlie então sai para resgatá-la.
Simon (Ole Olsen) e Peter (Chic Johnson) fornecem o alívio cômico do filme, não relacionado com a história principal. Eles fazem o papel de dois marinheiros estadunidenses em Nápoles, que tentam encontrar um ladrão de pernas de pau que roubou o armazém da Marinha em Veneza. Louisa (Lotti Loder), uma sereia local, os conduz e os envolve em problemas.

## Elenco
- Irene Delroy como Nanette Dodge
- Charles King como Charles "Charlie" Carroll
- Lowell Sherman como Príncipe Kosloff da Rússia
- Noah Beery como General Romeno
- Ole Olsen como Simon
- Chic Johnson como Peter
- Vivien Oakland como Kunegundi
- Lotti Loder como Louisa
- Charles Judels como De Medici
- Elsie Bartlett como Mitzi
- Lawrence Grant como Von Klaus
- Gino Corrado como Stephan

## Produção
- Charles King gravou três músicas para o filme pela Brunswick Records: Brunswick 4840 ("Highway to Heaven" / "When Love Comes in the Moonlight"); Brunswick 4849 ("Leave a Little Smile"). O outro lado do Brunswick 4849 apresentava uma canção do filme musical nunca lançado "The March of Time" (1930), da Metro-Goldwyn-Mayer.
- Este foi o último musical de Charles King. Ele voltou aos palcos da Broadway, já que o público do cinema se cansou dos musicais, e nunca mais voltou às telas.
- Devido à apatia do público em relação aos musicais, a Warner Bros. não estreou este filme nos habituais cinemas de prestígio. O filme foi imediatamente colocado em lançamento geral, sem muita publicidade.
- Os comediantes Olsen e Johnson foram escalados para o filme devido à crescente apatia pública em relação aos atores sérios que vinham dos palcos, como King e Delroy. O filme foi comercializado como um filme de comédia, com anúncios dizendo: "Os palhaços mais engraçados dos Estados Unidos".

## Músicas
1. "When Love Comes In The Moonlight"
2. "Leave a Little Smile"
3. "Highway to Heaven"
4. "The Laughing Song"
5. "Tell Us Which One Do You Love"

## Preservação
A versão do filme lançada nos Estados Unidos, no final de 1930, sobrevive intacta. Uma impressão está guardada no Museu de Arte Moderna, e outra na biblioteca cinematográfica da Turner Classic Movies, bem como na Biblioteca do Congresso dos Estados Unidos. A trilha sonora completa também sobrevive em discos Vitaphone. O filme foi lançado em DVD através da Warner Archive Collection, em 2014.